# Молчанова Тетяна Іванівна
Молчанова Тетяна Іванівна — член НП; ЗАТ «Луганськм'ясопром», ген. директор.
Народилася 27 жовтня 1949 в місті Красний Луч, нині Луганської області.
Освіта вища.
03.2006 кандидат в народні депутати України від Народного блоку Литвина, № 87 в списку. На час виборів: генеральний директор ЗАТ «Луганськм'ясопром», член НП.

## Нагороди
- Герой України (з врученням ордена Держави, 22.08.2004).
- Лауреат Всеукраїнської премії «Жінка III тисячоліття» в номінації «Знакова постать» (2012).